# 봄철 한정 딸기 타르트 사건
《봄철 한정 딸기 타르트 사건》(일본어: 春期限定いちごタルト事件)은 요네자와 호노부의 2004년작 추리 소설로, '소시민 시리즈'의 첫 번째 작품이다.
대한민국에는 2007년에 노블마인 출판사에서 출간되었다가, 이후 2016년 엘릭시르에서 고전부 시리즈의 후속으로 재간하였다.

## 주요 등장인물
- 고바토 조고로(小鳩常悟朗): 후나도 고등학교 1학년생. 중학교 시절에는 명석한 두뇌로 미스터리를 해결하고 그것을 과시하던 성격이었으나, 어떤 사건으로 그것을 그만두고 남들 일에 나서지 않고 조용히 살아가는 소시민으로서의 삶을 추구하게 되었다.
- 오사나이 유키(小佐内ゆき): 고바토의 중학교 동창으로 3학년 여름 때부터 함께 다녔다. 고바토와 마찬가지로 본래의 성격을 감추고 소시민으로서의 삶을 추구하고 있으며 고바토와는 그런 삶을 추구하기 위한 동맹 관계. 케이크, 디저트 등 단 음식을 매우 좋아한다.
- 도지마 겐고(堂島健吾): 고바토의 초등학교 동창으로 후나도 고등학교에 입학하여 다시 만나게 되었다. 근육질의 큰 키에 머리는 잘 쓰지 못하지만 의협심이 넘친다. 고바토의 옛날 모습을 기억하고 있다.
- 도지마 지사토(堂島千里): 겐고의  누나이며 후나도 고등학교 선배. 매사에 적극적이고 사교적이다.
- 사카가미(サカガミ): 미나카미 고등학교에 다니는 다소 불량한 남학생. 고바토와 오사나이가 편의점에 들어간 사이 오사나이의 자전거를 훔쳐 가버렸다.

## 수록 작품

### 〈양의 탈〉
羊の着ぐるみ
소시민으로서의 삶을 꿈꾸는 고바토와 오사나이. 두 사람은 후나도 고등학교 입학시험에 합격한다.  고바토는 초등학교 동창이었던 겐고와 재회하고 같은 고등학교에 들어가게 됐음을 안다. 새학기가 시작한 지 몇 주가 지나 안정되었을 무렵, 고바토는 겐고의 다급한 부탁을 받는다. 요시구치라는 여학생이 손가방을 도둑맞았고 이를 함께 찾아달라는 부탁이었다.

### 〈For your eyes only〉
For your eyes only
오사나이는 고바토와 봄철 한정 딸기 타르트를 샀다가, 사카나미라는 불량배에게 자전거와 함께 도난당하고서 침울해 한다. 고바토는 신문부 기자가 되었다는 겐고로부터 또 다른 의뢰를 받는데, 미술부 가쓰베 선배에게 남겨진 수수께끼의 그림의 의미를 해석해달라는 것이었다.

### 〈맛있는 코코아를 타는 법〉
おいしいココアの作り方
겐고는 그림의 비밀을 밝혀준 답례로 집에서 고바토와 오사나이에게 코코아를 대접한다. 코코아는 아주 맛있었는데, 부엌에서는 겐고의 누나 지사토가 동생이 어떻게 싱크대를 적시지 않고 뜨거운 코코아를 만들었을지 궁금해한다.

### 〈배탈〉
はらふくるるわざ
후나도 고등학교의 중간고사가 끝나는 날, 오사나이는 고바토를 불러내어 디저트 가게 '험프티 덤프티'에 가자고 한다. 오사나이는 시험 도중 사물함에 올려진 유리병이 떨어져 깨진 것 때문에 시험을 방해받아서 기분이 좋지 않은 상태. 고바토는 학교에 두고 온 휴대폰을 가지러 가면서 유리병이 깨진 이유를 알아내려고 한다.

### 〈고독한 늑대의 마음〉
孤狼の心
중간고사가 끝난 다음날, 교무실에서 오사나이를 찾는 방송이 울린다. 잃어버린 자전거가 발견되었다는 것이었다. 방과 후 찾으러 가보니 자전거는 언덕길에 뒷바퀴가 찌그러진 채로 방치되어 있었다. 사카가미의 짓임을 안 오사나이는 사카가미에게 복수를 꿈꾸고, 오사나이가 소시민으로 살겠다는 다짐을 깰 조짐을 느끼자 고바토는 겐고를 불러 사카가미의 행적을 추리하고 오사나이를 막으려고 한다.

## 한국어 번역본 정보
- 《봄철 딸기 타르트 사건》(박승애 옮김, 노블마인 펴냄, 2007년 6월 출간, ISBN 9788901068107)
- 《봄철 한정 딸기 타르트 사건》(김선영 옮김, 엘릭시르 펴냄, 2016년 4월 출간, ISBN 9788954640268)